# Халид бин Абдул Азис
Халид бин Абдул Азис Ал Сауд (на арабски: خالد بن عبد العزيز آل سعود) е крал на Саудитска Арабия от 25 март 1975 г. до 13 юни 1982 г. Управлението му е белязано от голямо развитие на страната, поради увеличаването на приходите от петрол и важните събития в Близкия изток. Той оказва умерено влияние в политиката на Близкия изток, оставяйки голяма част от административните дела в страната на полубрат си, Фахд бин Абдул Азис. Именно той го наследява след смъртта му.
Халид е пети син (от 45) Абдул Азиз бин Сауд (основател на Саудитското кралство) и е родом от Рияд, когато това е все още малко пустинно селище. Става близък поддръжник на братята си Сауд бин Абдул Азис и Файсал бин Абдул Азис. Когато е на 14-годишна възраст, баща му го изпраща като свой представител при пустинните племена, за да изслуша оплакванията им. През 1934 г. участва в саудистката експедиция срещу Йемен, предвождана от брат му, Файсал, което му печели прозвището „човек на пустинята“, тъй като се чувства повече у дома в пустинята, отколкото в политиката или дипломацията.
През 1939 г. напуска Арабуя за пръв път, за да участва в Лондонската конференция по въпроса за Палестина, на която арабската делегация отказва да седи на една и съща маса с евреите. След това бързо се прибира у дома, без да има амбиции към по-високо образование в чужбина (за разлика от братята си). Занимава се с проблемите на бедуините и отделя специално внимание на проектите за рекултивиране на пустинята чрез използването на подземни води. В Рияд, той се отдава на благотворителна работа. Скромната и свитата му личност, заедно с репутацията му на спокоен и разумен човек, го правят главен помирител в споровете, които възникват сред голямата му фамилия от кралски принцове. Благодарение на тези си качества, той е избран за кронпринц вместо властните и амбициозните му братя.
След 1970 г. сърдечни заболявания възпрепятстват публичните му изяви и пораждат съмнения относно възможното му възкачване на престола. Все пак, той става крал на страната, след като Файсал е убит на 25 март 1975 г. Приет е добре от обществото, особено от бедуините. Реагира умерено на инициативата на египетския президент Ануар Садат за мир с Израел и се възползва от успеха на посещението на кралица Елизабет II през 1979 г., както и своето посещение във Великобритания две години по-късно. Умира на 13 юни 1982 г. в Таиф от инфаркт и е наследен като крал от Фахд бин Абдул Азис.